# 同志社大学大学院心理学研究科・心理学部
同志社大学大学院心理研究科（どうししゃだいがくだいがくいんしんりがくけんきゅうか、英称:Grad school of Psychology）は、同志社大学大学院の心理学に関する研究科、同志社大学心理学部（どうししゃだいがくしんりがくぶ、英称:Faculty of Psychology）は、同大学に設置される心理学部である。

## 概要
同志社大学大学院心理学研究科は、1961年に、文学研究科に心理学専攻修士課程が置かれたのが始まりである。1964年には博士課程が設置された。心理学部は、1948年に新制大学発足と共に、文学部文化学科心理学及び教育学専攻として設置され、1967年にこの2つの専攻は分離され、新たに文学部心理学科として独立した。その後2009年には心理学部として新設されている。
大学院に於いては、人間行動の実証的理解を重視する実験心理学を基礎として、基礎領域と臨床実践領域、そのどちらにも偏ることのない教育研究を展開している。産学官の領域を超えた研究、実践活動を積極的に企画し、実施できる人物を育成するための教育プログラムを展開し、海外の研究者との活発な交流も行われている。
学部の学科としては心理学科1学科のみが置かれている。入学定員158人であり、少人数制教育を行っている。
心理学部のシンボルマークは、同志社の象徴で、創立者新島襄が新天地へと渡った船であるワイルドローヴァー号に、心理学（psychology）を表すギリシャ文字のΨ（プサイ）を組み合わせ、図案化したものである。このマークには創立年を示す「SINCE 1927」の文字があしらわれている。

## 沿革

### 大学院
- 1961年 大学院文学研究科に心理学専攻修士課程を設置[1]
- 1964年 大学院文学研究科に心理学専攻博士課程を設置[1]
- 2009年 心理学部・心理学研究科を開設[1]
- 2011年 心理学研究科に於いて「心理学コース」「臨床心理学コース」の２コース制がスタート[1]
- 2012年 心理学研究科 心理学専攻臨床心理学コースが、財団法人日本臨床心理士資格認定協会第1種指定大学院に認定[1]

### 学部
- 1897年 同志社英学校にてJ・D・デービスから性理学（心理学）を学んだ元良勇次郎、松本亦太郎が、東京帝国大学に日本初の心理学研究室を設立[6]。
- 1927年 文学部に哲学科（哲学、倫理学及教育学、心理学専攻）を増設[7]。
- 同年　 松本亦太郎、日本心理学会を創設、初代会長に就任。
- 1941年 同志社大学文学部文化学科心理学専攻を開設[7]。
- 1948年 心理学専攻を教育学及心理学専攻に改組[7]。
- 1967年 教育学及心理学専攻を心理学専攻と教育学専攻に分割[7]。
- 2005年 文学部文化学科心理学専攻を改組し、文学部心理学科を設立[7]。
- 2009年 文学部から独立し、心理学部心理学科を開設[7]。

## 専攻及び学科

### 大学院
- 心理学研究科
  - 心理学コース[2]
  - 臨床心理学コース[2]

### 学部
- 心理学科[3]
  - 入学定員158人[3]

## 教育と研究

### 大学院
2018年度より、受験資格に対応したカリキュラムが施行されており、臨床心理学コースでは、実践的な技能習得のために、心理臨床センターにおける研修や学外研修、ケースカンファレンスを行うことで、臨床面での技能を育成する。このような実践活動と併せて、講義科目により臨床心理学の幅広い知識を習得し、高度な専門的知識、そして実践的な技能を身につけることが可能になる。
心理学研究科採択プログラムは、同志社ビジョン2025に基づく、ALL DOSHISHA教育推進プログラムに採択されている。採択プログラムは「アカデミック・ポートフォリオを活用したセルフ・プロデュース型キャリア能力開発システムの構築」であり、具体的にはアカデミック・ポートフォリオ（自身の研究活動や教育活動をはじめとする諸活動に関する資料）を基に、自己を省み、他者の評価を受けることで、自らのキャリア能力を高めて行くものである。これは次のキャリアの業績評価資料ともなりうる。これにより、自らのキャリア・ビジョンを明確にし、それにかなう能力を備え、学び続ける人物の養成を目的としている。
大学院では研究環境を充実させる一環として、補助金制度や、給付制や無利息のものをはじめとした、様々な奨学金制度が設けられている。博士課程後期に於いての、日本学術振興会の特別研究員採用も、研究生活への大きなアドバンテージになるものとして推奨されている。

### 学部
観察・分析力、論理力そして発信力の育成を基に、思考だけでなく体験にも基づく姿勢で、「人のこころ」にアプローチできる人材の養成を目指している。キリスト教主義の精神に基づく教育環境の中での教育と研究は、心理学の専門家のみならず、社会のさまざまな分野で、良心を基に活躍する有為な人材を育成するのに役立っている。
2018年度以降に入学した学部生は、特定の領域に偏らず、学問的バランスが取れた必修科目及び選択科目Ⅰ～Ⅲによって構成されるカリキュラムのもとで学ぶ。また、以下の3コースが準備されており、卒業までにすべてのコースから、3科目以上履修することが求められる。1つのコースから6科目以上履修すると、コース認定を受けることができる。
- 神経神経･行動心理学コース
- 臨床･社会心理学コース
- 発達･教育心理学コース

学部の演習は「神経・行動」、「臨床・社会」、「臨床・社会」の3つの分野に分かれる。

### 研究室
京田辺キャンパスの知証館南館に、電気音響シールドルームや、機能的近赤外線分光法（fNIRS）、行動観察室などを備えた先進の実験施設があり、また香柏館にも研究室やプロジェクト演習室が設けられている
大学院の研究室は3次元顔画像撮影解析装置（VECTRA）や視線計測装置などの専門的な機器が設置されているほか、共同研究室にはひとりにつき1台のPCが備えられている。
大学院臨床心理学コースでは、同志社大学心理臨床センターを活用し、学内実習を行っている。指導相談員、専任の相談員といった、臨床心理士の有資格者とともに実践を学びつつ
、少人数教育を継承した教育を受けることができる。また臨床心理学コースの院生は、相談研究生として、心理臨床センターでの活動に参加する。基本的な面接方法に加え、心理臨床センターでの相談ケースの陪席経験を積み重ねるのが目的で、一定の経験を重ねると補助担当者として、指導相談員、または相談員の担当を補佐する立場になる。さらに研究を積み重ねることで、指導相談員のスーパービジョンを受けながら、ケースの主担当者としての実習を行う。
学外実習には、医療領域、教育領域、福祉領域の施設を利用するのに加えて、産業・労働領域や司法・犯罪領域の実習施設も備えられている。実習希望者は複数の施設で学外実習を受けられるようになっている
。

### 取得資格
取得できる資格には、次の4つがある。
受験資格取得
- 公認心理師（国家資格）
- 臨床心理士（公益財団法人日本臨床心理士資格認定協会認定資格、大学院修了者のみ）

資格取得
- 認定心理士（公益社団法人日本心理学会認定資格）
- 認定心理士（心理調査）（公益社団法人日本心理学会認定資格）

## 研究センター群

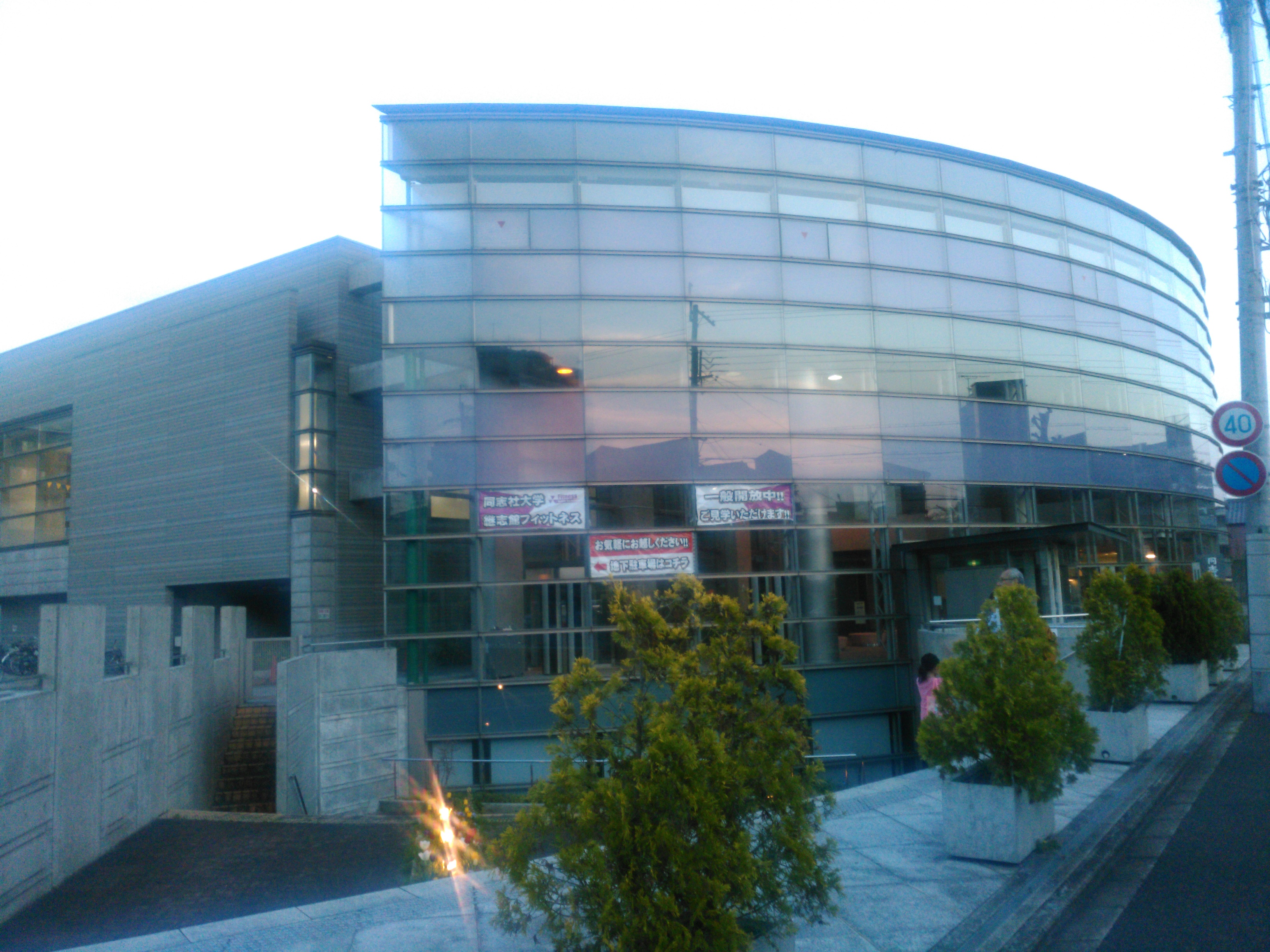
かつて心理臨床センターが入っていた今出川キャンパスの継志館（2019年度より尋真館へ移転）

### こころの科学研究センター
「こころの科学」の視点から、研究活動と実践的活動を行う。教育場面での問題や女性の子育ての難しさに関する問題、心の病や発達障害を抱える人々の増加など、心理学が中心となる研究領域について、脳科学、または行動科学的な基礎研究を実施している。３つの研究部門を設置し、それぞれで研究プロジェクトを実施。

### 実証に基づく心理・社会的トリートメント研究センター
実証に基づく心理療法の開発・普及・研究を目的とした、西日本を中心とした研究者のネットワーク。近年重要視されつつある「実証に基づく心理・社会的トリートメント」（Empirically Supported Treatments; EST）の開発やその普及を推進しており、特に西日本においての中心的な役割を担っている。

### 心理臨床センター
地域の人々を対象とした、様々な内容の相談を受け付けている。

## 学内外の連携
学内の連携としては、今出川、京田辺それぞれの校地で以下の施設や学部と連携している。

今出川校地
- 心理臨床センター 関連施設（新町キャンパス尋真館）
- 人文･社会科学系学部・研究科

京田辺校地
- 理工学部・研究科
- スポーツ健康科学部・研究科
- 文化情報学部・研究科
- グローバル･コミュニケーション学部
- 生命医科学部・研究科
- 脳科学研究科[16]

学外の連携としては以下の医療・福祉機関や教育機関がある。

### 保健医療領域
- 医療法人栄仁会京都駅前メンタルクリニック バックアップセンター・きょうと

当施設で実施されている認知療法小グループとストレスマネジメント講座のスタッフ補助である。活動を共にし、グループのディスカッションに入ったりしながら利用者にかかわっている。
- 医療法人栄仁会宇治おうばく病院 リカバリーセンターきらり

リハビリテーションプログラムにおいて、プログラムの運営補助をしながら利用者に関わる。
- 医療法人栄仁会宇治おうばく病院 臨床心理室

臨床心理室業務のうち、検査類（認知症検査、知能検査、神経心理検査、パーソナリティ検査）の実施が中心である。

### 教育領域
- 同志社国際中学校

学校という組織を知り、かつ観察することを目的として、授業観察や休み時間の生徒の行動観察、スクールカウンセラーとの面談などを行う。
- 同志社中学校

校内に設置されているサポートセンターで、生徒との交流や学習活動のサポートを行う。
- 京田辺市教育委員会適応指導教室（ポットラック）

適応指導教室に在籍している不登校児童生徒に対する学習面、生活面、運動面、社会面の指導補助を行っている。

### 福祉領域
- 児童養護施設 京都大和の家

社会的養護を必要とする児童養護施設において、子ども達と日常生活を共にすることによって、入所児童の個別理解や集団力動についての理解を深める。さらに、生活臨床の場である児童養護施設への理解を深めると共に、児童養護施設における臨床心理士としての役割を考える機会と位置付けられている。

## 著名な出身者
- 千宗室（16代）（文学部心理学専攻時代）
- 羽川英樹（文学部心理学専攻時代）フリーアナウンサー（元読売テレビ）
- 加藤隆生（文学部心理学専攻時代） - ミュージシャン、SCRAP社長